# Дабадзвели (Шуахевский муниципалитет)
Дабадзвели (груз. დაბაძველი) — село в Грузии, на территории Шуахевского муниципалитета автономной республики Аджария.

## География
Село находится в юго-западной части Грузии, на левом берегу реки Аджарисцкали, на расстоянии 2 километров (по прямой) к западу от посёлка городского типа Шуахеви, административного центра муниципалитета. Абсолютная высота — 643 метра над уровнем моря.

## Население
По результатам официальной переписи населения 2014 года, в Дабадзвели проживало 158 человек (81 мужчина и 77 женщин). В национальной структуре населения грузины составляли 100 %.
| Год  | Население, человек |
| ---- | ------------------ |
| 2002 | 242                |
| 2014 | ↘ 158              |